# Universidad de Malta
La Universidad de Malta (en inglés: University of Malta; en maltés: L-Università ta' Malta; en latín: Universitas Melitensis) es una universidad pública maltesa. Es la más alta institución de enseñanza de la República de Malta. Se fundó en 1592 como Collegium Melitense, del que se originó la Pubblica Università di Studi Generali en 1769.
Su sede se ubica en Msida, donde se encuentra el campus principal. Otros dos campus se ubican en La Valeta y en Gozo.
En 1999 fue instituida una rama italiana de la Universidad en la ciudad de Roma, la Link Campus University of Malta.

## Historia
Los orígenes de la Universidad se remontan al 12 de noviembre de 1592, cuando fue fundado el Collegium Melitense a través de la intervención directa del Papa. La Universidad fue dirigida por la Compañía de Jesús. Gracias a una bula de Pío IV fechada el 29 de agosto de 1561, luego confirmada por una bula sucesiva de Gregorio XIII fechada el 9 de mayo de 1578, a los jesuitas ya les había sido otorgado el poder de conceder los grados de Magister Philosophiae y Divinitatis Doctor. Con la fundación del Collegium, también se enseñaron la Grammatica y las Artes humaniores. Posteriormente, con el nombramiento de Fray Giuseppe Zammit como lettore en Anatomía y Cirugía en la Sacra Infermeria (1676), se formalizó la enseñanza de la Medicina en el hospital del Orden de Malta. Zammit estableció la primera biblioteca médica en la isla y un jardín de plantas medicinales en uno de los fosos del Fuerte de San Telmo.
Tras la expulsión de los jesuitas de Malta de 1768, el Gran Maestre Manuel Pinto da Fonseca fundó una Pubblica Università di Studi Generali (la denominación en italiano se explica porque este fue el idioma oficial del estado maltés hasta 1934), con decreto firmado el 22 de noviembre de 1769 con la autorización papal. El primer rector de la Universidad fue Fray Roberto Costaguti del Orden de los Servitas. Se contrataron varios profesores del extranjero, los cuales vivían todos juntos en el antiguo Colegio Jesuita. Parece que la única facultad formada exclusivamente por empleados locales fue la de Medicina, una tradición que se mantuvo a lo largo de los siglos.
La Universidad fue suprimida durante la breve ocupación napoleónica y restablecida por Sir Alexander Ball tras la rendición francesa debida al bloqueo británico (1800). A lo largo del dominio británico, la Universidad fue sometida a una serie de reformas en sus estatutos y reglamentaciones para ponerse en línea con las universidades del Reino Unido. El escudo actual y el lema Ut Fructificemus Deo fueron propuestos el 1 de marzo de 1923 por iniciativa del rector Profesor Sir Themistocles Zammit. En 1937, la Universidad obtuvo el derecho de utilizar la palabra "Royal" en su título, que usó hasta 1974, cuando Malta se convirtió en una república.
Después de la Segunda Guerra Mundial, se incrementaron la biblioteca y las estructuras de soporte. En 1959 se abrieron los Evans Laboratories para albergar la Facultad de Ciencia cerca del antiguo hospital de los Caballeros, en La Valeta; después de diez años, fue inaugurado un nuevo edificio de la Escuela Médica cerca del Hospital de San Lucas en Pietà. En el mismo periodo se inauguró el campus principal, ubicado en Msida.
La Facultad de Ingeniería mecánica y eléctrica (ahora Facultad de Ingeniería) y la Facultad de Educación se convirtieron en parte de la Universidad de Malta tras la incorporación del viejo Politécnico (también conocido como "Colegio de Artes, Ciencia y Tecnología de Malta").
La forma actual de la Universidad se estableció con el Acto de Educación de 1988.

## Información académica

### Organización
La Universidad está formada por 14 facultades, 11 centros y 19 institutos interdisciplinarios, más una Escuela Universitaria de Artes y Espectáculos (danza, música y teatro) y el Cottonera Resource Centre.

#### Facultades
- Facultad del ambiente construido
- Facultad de las artes
- Facultad de bienestar social
- Facultad de ciencia
- Facultad de ciencias de la salud
- Facultad de derecho
- Facultad de economía, gestión y contabilidad
- Facultad de educación
- Facultad de ingeniería
- Facultad de medicina y cirugía
- Facultad de medios y ciencias del conocimiento
- Facultad de odontología
- Facultad de tecnologías de la información y la comunicación
- Facultad de teología

#### Instituto Internacional de Derecho Marítimo (IMLI)
La Universidad de Malta es sede del Instituto Internacional de Derecho Marítimo de la Organización Marítima Internacional (IMO International Maritime Law Institute).

## Instalaciones
La primera piedra del Campus de Msida (conocido como Tal-Qroqq) fue puesta el 22 de septiembre de 1964. El área total del Campus es de 0.19 km².
El Campus de La Valeta ocupa el edificio histórico de la Universidad, que se remonta a la fundación del Collegium Melitense. Aquí se encuentra el Aula Magna. Este Campus también sirve de sede para conferencias internacionales, seminarios, cursos breves y escuelas de verano. Además es el lugar de los Programas de Colaboración Internacional, del Fondo de Investigación, Innovación y Desarrollo (RIDT) y de la Unidad de Conferencias.
El Campus de Gozo (anteriormente conocido como University of Malta Gozo Centre) fue establecido en 1992 en la isla homónima, en colaboración con el Ministerio para Gozo. En el Campus se organizan part-time degree, diploma y short-term courses, lecturas públicas y seminarios. El Campus alberga el Guesten Atmospheric Research Centre en el Departamento de Geociencias. Además la administración universitaria provee a las necesidades de los estudiantes procedentes de Gozo que estudian en el Campus principal en Msida.

## Comunidad

### Estudiantes
Actualmente la Universidad cuenta con alrededor de 11.500 estudiantes, de los cuales 750 son estudiantes internacionales procedentes de 82 países diferentes.
Hay varias asociaciones de los estudiantes, reconocidas por el Senado.

### Antiguos estudiantes y profesores
- George Abela, político
- Arthur Hilary Armstrong, educador y escritor
- Mario Azzopardi, director y escritor
- Karmenu Mifsud Bonnici, juez y político
- Rużar Briffa, poeta y dermatólogo
- Antoine Camilleri, sacerdote y diplomático
- Katrine Camilleri, abogada
- Marie-Louise Coleiro Preca, política, notaria, científica del derecho y social
- Edward de Bono, psicólogo y médico
- Tonio Borg, político
- George Borg Olivier, político
- Guido de Marco, político
- Ignazio Falzon, sacerdote y beato
- Edward Fenech Adami, juez y político
- Oliver Friggieri, escritor, poeta, crítico, lexicógrafo y periodista
- Lawrence Gonzi, político
- Edwin Lanfranco, botánico, curador y fitogeógrafo
- Anthony Mamo, político, juez y abogado
- Dom Mintoff, arquitecto y político
- Joseph Muscat, político
- Alfred Sant, diplomático y político
- Karl Schembri, escritor y periodista
- Karmenu Vella, arquitecto y político

## Deportes
Las instalaciones deportivas de la Universidad incluyen un campo de fútbol, una pista de atletismo, dos canchas de fútbol a cinco y un polideportivo. Una piscina olímpica y una piscina de saltos fueron inauguradas en 1993, en ocasión de la V edición de los Juegos de los Pequeños Estados de Europa. Cerca de la piscina olímpica se encuentra un centro de fitness.
El Malta University Sports Club Committee organiza torneos interfacultades durante el año académico. Los equipos universitarios compiten en las competiciones nacionales de varios deportes.

## Otras sedes
En 1999 fue instituida la Link Campus University of Malta en la ciudad de Roma, Italia, la primera universidad extranjera autorizada a otorgar títulos admitidos para el reconocimiento en Italia. En 2011, esta rama de la Universidad de Malta se convirtió en una universidad privada italiana con fuerte perfil internacional, la Link Campus University.